# Vũ Thành An
Vũ Thành An (sinh ngày 20 tháng 4 năm 1943)  là một trong những nhạc sĩ nổi bật của miền Nam Việt Nam thời kỳ 1954 - 1975. Các "Bài không tên" là những tác phẩm nổi tiếng của ông. Hiện nay, ông là một phó tế của Giáo hội Công giáo Rôma, đã ngừng sáng tác nhạc tình ca mà chỉ sáng tác thánh ca.

## Tiểu sử
Vũ Thành An sinh tại xã Hải Trung, huyện Hải Hậu, tỉnh Nam Định (về sau đổi thành quận Hải Hậu thuộc tỉnh Bùi Chu). Năm 1954 ông theo gia đình di cư vào miền Nam. Năm 1960, ông vào học trường trung học Nguyễn Trãi, có theo học nhạc sĩ Chung Quân cùng Ngô Thụy Miên, Đức Huy. Năm 1961 ông thi hỏng Tú tài và về trường Hưng Đạo học tiếp Đệ nhị. Năm 1963, Vũ Thành An thi đậu Tú tài toàn phần.
Sau đó ông được linh mục Trần Đức Huynh, giám đốc trường Hưng Đạo cho dạy lớp Đệ thất để có tiền học Đại học. Cuối năm 1963, Vũ Thành An vào làm phóng viên ở Đài phát thanh Sài Gòn, ở đó ông gặp nhà thơ Nguyễn Đình Toàn. Năm 1965, ông viết Tình khúc thứ nhất, thơ Nguyễn Đình Toàn và nổi tiếng ngay từ ca khúc đầu tay đó. Những năm tiếp theo, ông viết nhiều Bài không tên khác. Năm 1967, Vũ Thành An nhập ngũ khóa 25 Sĩ quan dự bị Thủ Đức và đến năm 1969 ông lập gia đình.
Năm 1969, ông phát hành tập nhạc Những bài không tên. Các tác phẩm của Vũ Thành An được yêu thích ở khắp miền Nam khi đó. Người ta có thể nghe tại gần như hầu hết các quán cà phê nhạc của Sài Gòn và những thành phố lớn khác, tại các quân trường và trên các làn sóng phát thanh. Tên tuổi của Vũ Thành An cùng với Tình khúc thứ nhất, Em đến thăm anh đêm ba mươi và các Bài không tên gắn liền với giới trẻ thời bấy giờ. Vũ Thành An cùng với Trịnh Công Sơn, Ngô Thụy Miên, Từ Công Phụng, Lê Uyên Phương tạo thành một lớp nhạc sĩ mới đầy tài năng.
Năm 1971, Vũ Thành An tốt nghiệp Trường Đại học Luật khoa Sài Gòn. Ông tiếp tục làm việc tại Đài phát thanh Sài Gòn với cấp bậc sĩ quan, và trải qua nhiều chức vụ: Trưởng cơ sở dân vận Gia Định 1973, Trưởng phân khối văn hóa, Phụ tá trưởng khối chương trình, Trưởng khối chương trình và Trưởng phân khối kế hoạch hệ thống truyền thanh 1974.
Ngày 30 tháng 4 năm 1975, Vũ Thành An là người cuối cùng rời Đài phát thanh Sài Gòn lúc 10 giờ 30 phút. Sau đó ông phải học tập cải tạo suốt 10 năm dài từ 1975 đến 1985 tại miền Bắc. Theo lời Vũ Thành An, ông bắt đầu sáng tác Thánh ca, Những Bài Nhân Bản trong thời gian cải tạo từ năm 1981.
Năm 1991, Vũ Thành An rời Việt Nam và định cư tại Hoa Kỳ. Năm 1996, ông ghi danh học chương trình Cao học Thần học của Tổng giáo phận Portland, Oregon. Năm 2000, Vũ Thành An được đào tạo làm chức Phó Tế vĩnh viễn và phụ trách Đài phát thanh Việt Nam Hải Ngoại ở Portland, Oregon. Vũ Thành An ngừng sáng tác tình khúc và chỉ tiếp tục soạn các bản thánh ca, và tham gia các công việc từ thiện.
Năm 2002, trung tâm Thúy Nga thực hiện Paris By Night 64 - Đêm Văn Nghệ Thính Phòng vinh danh ông, cùng với 2 nhạc sĩ Tuấn Khanh và Từ Công Phụng.

## Tác phẩm

### Những bài không tên
Khoảng 50 bài, được đánh số không theo thứ tự thời gian, trong đó một số bài vẫn có mang tên khác. Một vài Bài không tên khác không đánh số như Bài không tên cuối cùng và Bài không tên cuối cùng tiếp nối...

### Những bài có tên
- Anh biến mất thôi
- Biển vang lời mẹ nhắn
- Bài không tên cuối cùng
- Cảm ơn
- Cánh chim xa vời
- Cháy bỏng tình cố hương
- Chị ơi
- Đêm say
- Đêm vàng trăng úa
- Đời đá vàng
- Đừng yêu tôi
- Anh đến thăm em đêm 30 (thơ Nguyễn Đình Toàn)
- Hai mươi năm làm tuổi trẻ
- Hạt sầu
- Hồn lạnh nắng phai
- Lời tình buồn
- Một lần nào cho tôi gặp lại em
- Nếu tôi còn được yêu
- Ngày mưa
- Nhân bản 6
- Sầu khúc
- Thân cỏ hoa
- Tình đã xa
- Tình đầu hạ
- Tình khúc thứ nhất (thơ: Nguyễn Đình Toàn)
- Trong tay nhau
- Xa lạ
- Xin cảm ơn chàng những đêm không ngủ

## Cấp phép phổ biến
Từ cuối năm 2014, Cục Nghệ thuật Biểu diễn cấp phép cho Hãng phim Phương Nam khai thác độc quyền 21 sáng tác của Vũ Thành An tại Việt Nam. Các ca khúc được phổ biến rộng rãi gồm 10 Bài không tên và những bản nhạc nổi tiếng của nhạc sĩ như: Em đến thăm anh đêm 30, Đêm say, Đời đá vàng, Một lần nào cho tôi gặp lại em...
Vào ngày 7 tháng 11 năm 2014, ca sĩ Lệ Quyên phát hành album biên tập mang tên Vùng tóc nhớ bao gồm 10 bài không tên.
Ngày 27 tháng 12 năm 2014, Lệ Quyên, Đức Tuấn, Hồ Trung Dũng, Lê Hiếu tham gia chương trình Tình khúc vượt thời gian với chủ đề Vũ Thành An và Những bản tình ca. Đây là lần đầu tiên nhạc Vũ Thành An được trình diễn trên sóng truyền hình trực tiếp tại Việt Nam. 
Vào ngày 28 tháng 8 năm 2015, Lệ Quyên hợp tác cùng Hãng phim Phương Nam thực hiện liveshow Vũ Thành An - Lệ Quyên - Tình khúc không tên tại nhà hát Hòa Bình với sự tham gia của Tuấn Ngọc, Quang Dũng, Hồ Trung Dũng, nhóm 5 Dòng Kẻ, nhóm Ayor. Cũng trong ngày công diễn liveshow, tập sách nhạc Tình khúc Vũ Thành An lần đầu được ra mắt khán giả với 39 bài hát của nhạc sĩ được cấp phép. Nhạc sĩ Nguyễn Ánh 9 cũng tham gia chia sẻ về những kỷ niệm về nhạc sĩ Vũ Thành An. Ngày 10 tháng 12 năm 2015, bộ đôi CD và DVD ghi hình lại chương trình được phát hành trong hội chợ băng đĩa của Hãng phim Phương Nam.

## Danh sách đĩa nhạc
- Tình ơi giã biệt - Vũ Thành An
- Tình khúc thứ nhất - Vũ Khanh (Diễm xưa 164)
- Đừng Yêu Tôi (Tình khúc Vũ Thành An) - Khánh Ly
- Tình khúc Vũ Thành An - Làng Văn 002 (1988)
- Tình khúc Vũ Thành An - Những bài không tên tiếp nối - ASIA036 (1991)
- Tình khúc Vũ Thành An - Người đẹp Bình Dương 59 (1998)
- Tình ca Vũ Thành An - Khánh Hà CD15
- Vũ Thành An - Tuấn Ngọc (2000)
- Đừng yêu tôi - Thuý Nga 277 (2002)
- Hát cho tình yêu người 2 - Thuý Nga (2004)
- Tình ca Vũ Thành An 2 - Tuấn Ngọc & Ý Lan (2004)
- Tình khúc Vũ Thành An - Bằng Kiều (2011)
- Tình ca Vũ Thành An 5 (2011)
- Vùng tóc nhớ (10 bài không tên) - Lệ Quyên (2014)
- Đời đá vàng - Vĩnh Tâm (2014)
- Đời đá vàng - Xuân Phú (2015)
- Một lần nào cho tôi gặp lại em - Hồ Trung Dũng (2015)
- Tình khúc không tên - Lệ Quyên (2015)